# 刚毛虎耳草
刚毛虎耳草（学名：Saxifraga oreophila），为虎耳草科虎耳草属下的一个植物种。